# Острови Айчо (Південні Шетландські острови)
Острови Айчо ( "Aitcho" означає "HO", тобто `` Гідрографічне бюро '' ) - це група незначних островів на західній стороні північного входу в Англійську протоку, що розділяє острів Гринвіч та острів Роберт на Південних Шетландських островах, Антарктида, які розташовані між островом Ді на півдні та островом Стол на півночі. Група відокремлена від острова Ді та острова Сьєрра на південний захід проходом Віллалон (62°24′48.3″ пд. ш. 59°46′12.3″ зх. д. / 62.413417° пд. ш. 59.770083° зх. д. ). 
Район відвідали герметики початку XIX століття, що діяли з сусідньої гавані Клотьє . Протягом австралійського літа острови часто відвідують антарктичні круїзні судна з туристами, які приземляються, щоб спостерігати за дикою природою.
Картографування островів було здійснено в 1935 році під час океанографічних досліджень, проведених Комітетом відкриттів, і острови були названі на честь Гідрографічного бюро Адміралтейства Великої Британії.  Деякі назви островів дали чилійські антарктичні експедиції між 1949 і 1951 роками.

## Острови

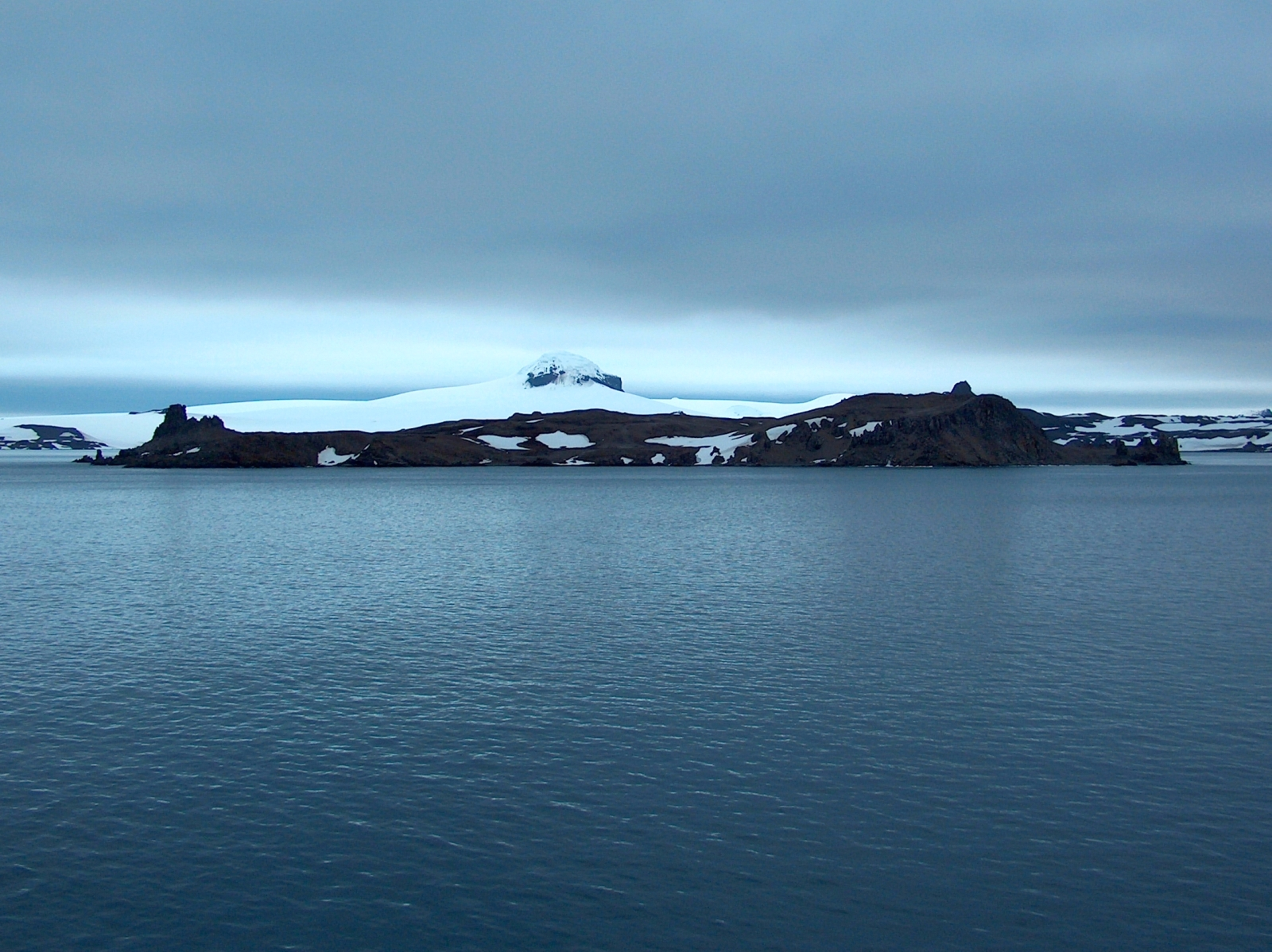
Острів Сесілія з Англійської протоки.

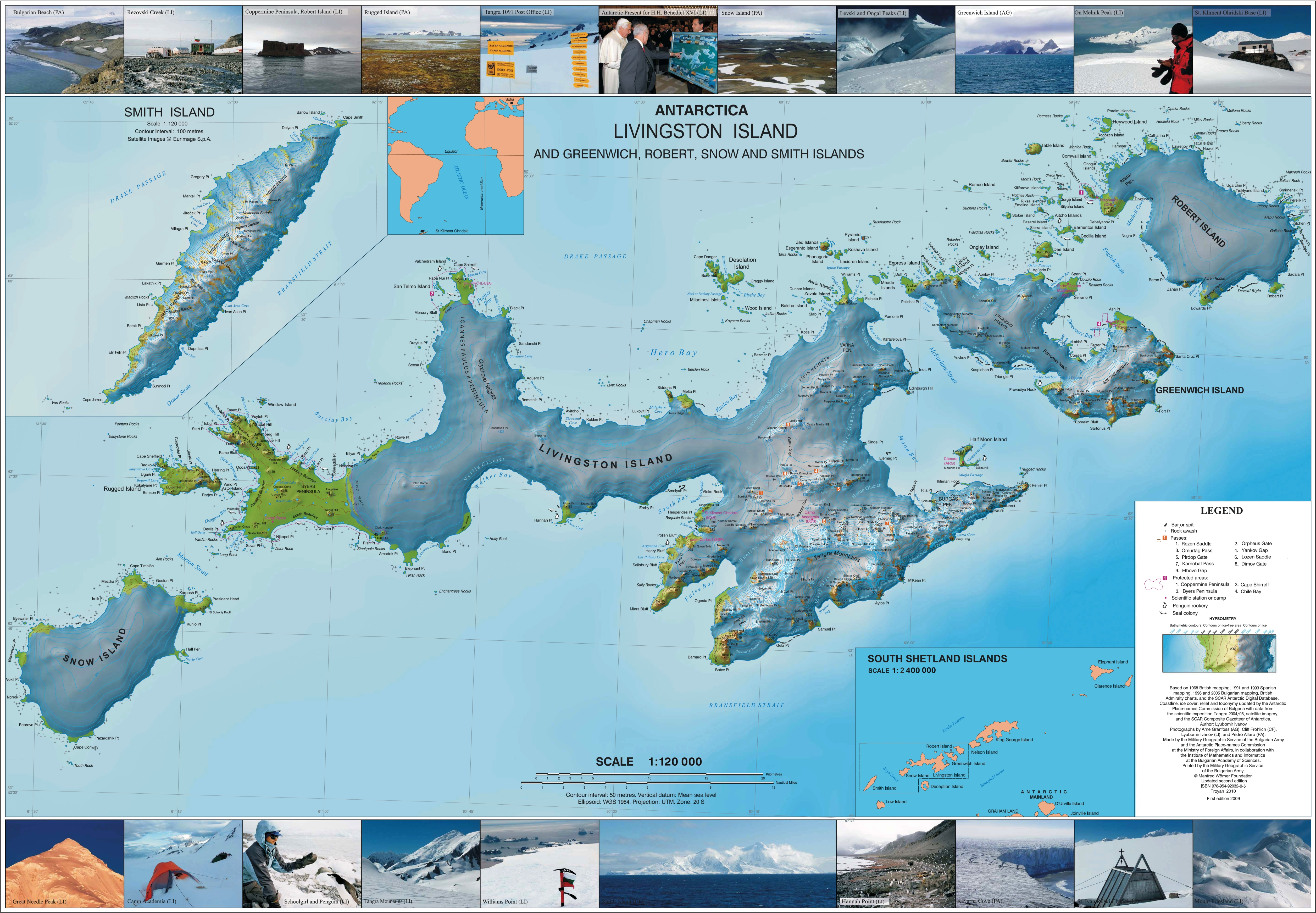
Топографічна карта островів Лівінгстон, Гринвіч, Роберт, Снігові та Смітові острови, що містять острови Айчо.

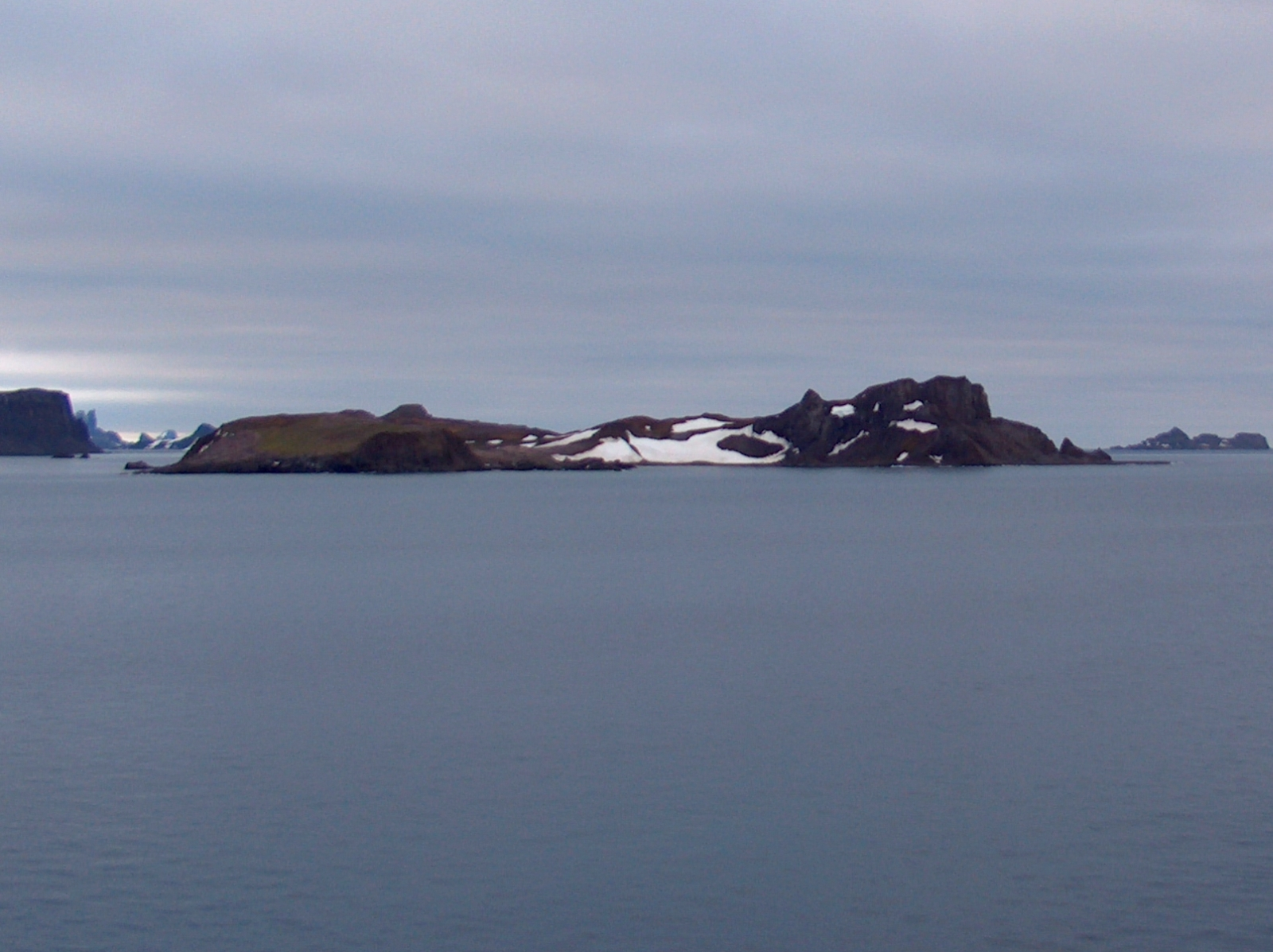
Острів Баррієнтос з Англійської протоки.

Острови та деякі помітні скелі групи Айчо:
- Острів Баррієнтос
- Острів Біляна
- Острів Сесілія, названий Чилі Ісла Торре
- Риф Хаосу
- Чеширська скеля
- Острів Емелін
- Острів Хорхе
- Острів Кіліфарево
- Морріс Рок
- Скелі Окол
- Острів Пасарель
- Прохідна Рок
- Острови Рікса

## Флора і фауна
Серед видів птахів, що зустрічаються на островах, є пінгвіни-шкіпери, південні гігантські буревісники та скуаси . Південні морські слони є одними з найбільших форм життя. Також повідомляється про різноманітні лишайники та мохи. 

## Дивитися також
- Композитний антарктичний вісник
- Острів Гринвіч
- Список антарктичних островів на південь від 60 ° пд
- Острів Роберта
- НКАД
- Південні Шетландські острови
- Територіальні претензії в Антарктиді

## Карти
- Л. Л. Іванов та ін., Антарктида: острів Лівінгстон та острів Гринвіч, Південні Шетландські острови (від Англійської протоки до протоки Мортон, з ілюстраціями та розподілом крижаного покриву), топографічна карта масштабу 1: 100000, Антарктична комісія з географічних назв Болгарії, Софія, 2005
- Л. Л. Іванов. Антарктида: острови Лівінгстон та Гринвіч, Роберт, Сноу та Сміт. Масштаб 1: 120000 топографічної карти. Троян: Фонд Манфреда Вернера, 2010.ISBN 978-954-92032-9-5 (перше видання 2009 р.ISBN 978-954-92032-6-4 )

## Зовнішні посилання
- Зображення з острова Айчо
- Острів Баррієнтос[недоступне посилання з 01.10.2018]